# Selva (comarque)
Pour les articles homonymes, voir Selva.
La Selva est une comarque espagnole située entre la Serralada Transversal et la Costa Brava, qui est voisine avec les comarques de Maresme, le Vallès Oriental, Osona, la Garrotxa, le Gironès, le Baix Empordà et la Mer Méditerranée. Elle contient une partie du massif des Guilleries.

## Carte
| Anoia Bages Segarra Solsonès Conca de · Barberà Moianès Osona Berguedà Basse · Cerdagne Alt · Urgell Pallars · Sobirà Val d'Aran Alta · Ribagorça Pallars · Jussà Noguera Urgell Pla · d'Urgell Segrià Garrigues Alt · Penedès Baix · Llobregat Barcelonès Vallès · Occidental Maresme Vallès · Oriental Ripollès Garrotxa Alt Empordà Pla de · l'Estany Gironès Selva Baix · Empordà Garraf Baix · Penedès Tarragonès Alt · Camp Baix · Camp Priorat Ribera · d'Ebre Terra · Alta Baix Ebre MontsiàFrance Pyrénées-Orientales Ariège Haute · Garonne Andorre Aragon Communauté valencienneMer Méditerranée |

## Communes
Toutes les communes appartiennent à la province de Gérone, excepté Fogars de la Selva qui appartient à la province de Barcelone.
| Nom                           | Population (2005) | Superficie |
| ----------------------------- | ----------------- | ---------- |
| Amer                          | 2237              |            |
| Anglès                        | 5191              |            |
| Arbúcies                      | 6002              |            |
| Blanes                        | 36 711            |            |
| Breda                         | 3625              |            |
| Brunyola                      | 353               |            |
| Caldes de Malavella           | 5280              |            |
| La Cellera de Ter             | 2064              |            |
| Fogars de la Selva            | 1171              |            |
| Hostalric '                   | 3459              |            |
| Lloret de Mar                 | 29 445            |            |
| Massanes                      | 624               |            |
| Maçanet de la Selva           | 5354              |            |
| Osor                          | 409               |            |
| Riells i Viabrea              | 3035              |            |
| Riudarenes                    | 1679              |            |
| Riudellots de la Selva        | 1775              |            |
| Sant Feliu de Buixalleu       | 769               |            |
| Sant Hilari Sacalm            | 5474              |            |
| Sant Julià del Llor i Bonmatí | 1007              |            |
| Santa Coloma de Farners       | 10 557            |            |
| Sils                          | 3947              |            |
| Susqueda                      | 98                |            |
| Tossa de Mar                  | 5260              |            |
| Vidreres                      | 6215              |            |
| Vilobí d'Onyar                | 2664              |            |
| Total                         | 144 420           | 995,11     |